# O-Zone
O-Zone je pěvecké popové uskupení z Moldavska, které dosáhlo světové popularity se svou písní Dragostea Din Tei. V období největší slávy vystupovala skupina jako trio ve složení Dan Bălan („Duke“), Radu Sîrbu, („Picasso“), a Arsenie Todiraș („Arsenium“). Skupina byla aktivní v letech 1998 až 2005, krátkodobý návrat na pódia ohlásili členové uskupení ještě v letech 2017 a 2019. Většinu singlů nazpívala skupina v rumunštině/moldavštině, jen v několika případech jsou texty písní dvojjazyčné, přičemž jedním z použitých jazyků je vždy rumunština/moldavština.

## Historie
Skupina O-Zone vznikla na konci 90. let, roku 1998 jako pěvecké duo Dana Bălana a Petru Želihovského. Společně připravili debutové album Dar, Unde Ești..., avšak už po roce spolupráce se Petru Želihovski rozhodl ukončit pěveckou kariéru. Dan Bălan proto uspořádal ještě v témže roce veřejný konkurs, aby našel za Želihovského náhradu. Vítězem konkursu se stal Arsenie „Arsenium“ Toderaș. Bălan i Arsenium byli rozhodnuti působit nadále jako duo, než je po ukončení konkursu telefonicky kontaktoval zpěvák Radu Sîrbu, jenž dodatečně projevil zájem ve skupině působit. Bălan souhlasil a vypsal dodatečný konkurs, v němž byl Sîrbu vybrán jako třetí člen, a tak se ze skupiny O-Zone stalo trio.
V roce 2002 vydali album Number 1 a odstěhovali se z Moldávie do rumunské metropole Bukurešti, kde doufali, že získají větší oblibu. Zde se skutečně stali okamžitě slavní díky hitu „Despre Tine“ (česky: O tobě) a v únoru 2003 setrvali v rumunské hitparádě Top 100 na prvním místě po tři týdny. Následoval hit „Dragostea Din Tei“ (česky: Láska z lip, nebo Lipová láska), který skupině nakonec přinesl celosvětovou slávu. Tato píseň se však stala celosvětově známou poněkud kuriózním způsobem.
Ačkoliv píseň v létě téhož roku vydržela v rumunské hitparádě Top 100 na prvním místě po dva týdny, upadla v rumunském prostředí rychle v zapomnění. Avšak v únoru 2004 vytvořila málo známá italská taneční skupina Haiducii cover verzi Dragostea Din Tei, se kterou vyhrála italskou hitparádu a sesadila z trůnu mnohem slavnější kapely. Členové O-Zone byli zklamáni, že skupina Haiducii vytvořila cover verzi písně bez jejich vědomí i bez jejich svolení, avšak italské produkční skupiny se začaly zajímat, kdo byl původní autor této úspěšné písně. Vydavatel Time Records proto kontaktoval členy O-Zone, podepsal s nimi roční smlouvu o spolupráci a vydal pro italský trh singl Dragostea Din Dei v původní podobě od O-Zone. Poté píseň získala popularitu nejen v Itálii, ale po vydání pro ostatní trhy firmou Polydor Records i ve Francii, Španělsku i České republice a setrvala na vrcholu hitparády ve více než deseti evropských zemích. Kapela pak v létě vyrazila na celoevropské turné.
Zpěvák Arsenie Todiraș odmítal, že by kapela přestala zpívat rumunsky či moldavsky a vyměnila oba tyto jazyky za angličtinu kvůli proražení v Anglii. Přesto udělali pár výjimek a zpívali některé písně dvojjazyčně (např. singl „Fiesta De La Noche“ rumunsko-španělsky, „Ciao Bambina“ rumunsko-italsky). Samotnou píseň Dragostea Din Tei přezpíval Bălan ve spolupráci s americkým DJ Lucas Prata do angličtiny jako Words of Love.

### Rozpad (2005)
V lednu 2005 v době vrcholící popularity po celém světě trio zpěváků oznámilo ukončení spolupráce z osobních důvodů. Každý z trojice se poté vydal na svou sólovou dráhu. S publikem se rozloučili v létě na koncertu Golden Stag music festival 2005 v Rumunsku, kde se trojice zpěváků znovu dala dohromady, protože cítili, že si jejich publikum zaslouží rozlučkový koncert.

### Současnost (2017–)
V květnu 2017 oznámili všichni tři zpěváci návrat skupiny O-Zone pro dva plánované koncerty v rámci Ziua Europei (Den Evropy). První se uskutečnil v Kišiněvě, druhý v Bukurešti. Po ukončení akce Ziua Europei se všichni tři opět vrátili každý ke svým projektům.
Dne 17. prosince 2019 skupina oznámila druhý návrat na pódia. Společně vystoupili 31. prosince 2019 na bukurešťském Piața Constituției v rámci koncertu hvězd 90. let a milénia. Po akci se všichni tři opět vrátili každý ke svým projektům. Výjimkou byla kolaborace Radua a Arsenieho v rámci písně „Lay Down“.
Dne 31. ledna 2024 bylo oznámeno, že skupina O-Zone vystoupí na Top Festivalu v Ostravě. Novou sestavu tvoří Arsenie z původní skupiny a dva tanečníci. V této sestavě bylo oznámeno turné během léta 2024. Festival se uskutečnil 15. června 2024 v Dolní oblasti Vítkovice.

## Členové skupiny
| Jméno            | Pseudonym           | Činnost                  | Doba působení                |
| ---------------- | ------------------- | ------------------------ | ---------------------------- |
| Dan Bălan        | Duke (česky Vévoda) | zpěv (bývalý frontman)   | 1998–2005, 2017, 2019        |
| Petru Želihovski | –                   | zpěv                     | 1998–1999                    |
| Radu Sîrbu       | Picasso             | zpěv                     | 1999–2005, 2017, 2019        |
| Arsenie Todiraș  | Arsenium            | zpěv (současný frontman) | 1999–2005, 2017, 2019, 2024– |
| Siko Andrei J.   |                     | tanec                    | 2024–                        |
| Rares Ene        |                     | tanec                    | 2024–                        |

## Diskografie
- Dar, Unde Ești… (1999)
- Number 1 (2002)
- DiscO-Zone (2004)

## Singly
- 1999 – Ciao Bambina
- 1999 – Nopti Fara De Somn
- 2001 – Number 1
- 2001 – V.I.P
- 2003 – Numai Tu
- 2003 – Sarbatorea Noptilor De Vara
- 2004 – Dragostea Din Tei
- 2004 – Fiesta De La Noche
- 2005 – Despre Tine
- 2005 – De Ce Plang Chitarele